# Oxybenzon

Oxybenzon

Oxybenzon (systematický název 2-hydroxy-4-methoxybenzofenon, (2-hydroxy-4-methoxyfenyl)fenylmethanon, C14H12O3) je organická sloučenina patřící mezi deriváty benzofenonu. Tvoří bezbarvé krystaly, jež se snadno rozpouštějí ve většině organických rozpouštědel.
Používá se jako syntetický UV filtr a přísada do kosmetických krémů. Podle studie amerického Centra pro kontrolu nemocí z roku 2008 je tato látka přítomna v 96,8 % vzorků lidské moči.
Oxybenzon se používá i při výrobě opalovacích krémů, protože pohlcuje ultrafialové záření. V kombinaci se slunečním zářením může vyvolávat alergické vyrážky nebo kosmetické akné. Bylo zjištěno, že tato organická sloučenina proniká pokožkou, kde se chová jako fotozcitlivovací látka (fotosenzibilátor). Tím se při osvícení zvyšuje produkce volných radikálů, což činí tuto látku potenciálně karcinogenní.

## Nebezpečí pro korály
Thajsko zakázalo v srpnu 2021 opalovací krémy obsahující oxybenzon (a některé dalších chemikálie), protože mohou vést k poškození korálů v chráněných oblastech narušením jejich reprodukce. 